# Сборная Сербии по регбилиг
Сборная Сербии по регбилиг — национальная команда, представляющая Сербию (до 2006 года — Сербию и Черногорию) в соревнованиях по регбилиг с 2003 года. 10 ноября 2001 года стало точкой отсчёта в истории регбилиг современной Сербии, когда была образована Федерация регби-13 Сербии. Команда занимает 17-е место в рейтинге Международной федерации регбилиг по состоянию на июль 2018 года.

## История

### Дебют
В 1953 году секретарь Югославской ассоциации спорта Драган Марсичевич предложил провести в стране первые матчи не только по классическому регби-15, но и по регбилиг. В 1954 году клубы «Партизан» и «Раднички» были образованы после того, как по стране прошло турне двух французских команд. 26 апреля 1954 года состоялся первый матч по регбилиг между клубами в стране, а в 1961 году появилась сборная Югославии, которая сыграла только один матч против Франции и проиграла 0:13. Противоречие в стране было также в том, что в Хорватии развивался преимущественно регби-15, а в Сербии господствовал регбилиг, поэтому югославские власти постановили сохранить именно классическую разновидность регби. 10 ноября 2001 года после образования новой федерации регбилиг был возрождён чемпионат страны, где основу ныне составляют восемь клубов — «Дорчол Спайдерс», «Морава Читаз», «Црвена Звезда», «Белградский университет», «Раднички» (Нова-Пазова), «Царь Лазарь», «Соко», «Стари-Град» и «Ниш». 10 ноября 2016 года в стране отмечалось 15-летие со дня образования Федерации регби-13 Сербии.

### Участие в турнирах
Сборная играла в Средиземноморском клубе 2003 и 2004 годов, а также в Славянском кубке 2006 и 2007 годов, выиграв оба раза в финале у Чехии со счётом 36:28 в Праге и 56:16 в Белграде. В 2006 году сборная Сербии приняла участие в отборе на чемпионат мира, но проиграла командам Нидерландов, России и Грузии. В 2007 и 2010 годах Сербия выигрывала в розыгрыше Европейского щита по регбилиг, победив сборные Германии и Чехии. В 2008 году в розыгрыше Европейского Челленджа сербы стали третьими, уступив командам России 4:30 и Ливана 14:20. В 2009 году сборная Сербии выступила в Европейском кубке (аналоге чемпионата Европы), попав в группу с Уэльсом и Ирландией, где заняла 5-е место. Сербы провалили квалификацию к чемпионату мира 2013 года, проиграв Италии, Ливану и России. В 2014 году сербы дебютировали в Балканском кубке на своей территории и заняли 2-е место, проиграв Греции, которая одержала победу в финале со счётом 22:50 — в составе греческой сборной были только австралийцы греческого происхождения.
Сборная Сербии снова боролась за место на чемпионате мира, обыграв в квалификационном турнире Европейского Щита 2014/2015 впервые в своей истории сборную России. В финальном розыгрыше путёвок сербы попали в группу A к Уэльсу и Италии, сыграв с ними 15 и 22 октября 2016 года в Лланелли и Белграде соответственно, перед этим обыграв команду Испании 64:4 в Валенсии. Однако сербы проиграли Уэльсу 0:50 (последняя их встреча в 2009 году закончилась ещё более громким поражением 8:88), а во втором матче проиграли команде Италии 14:62, которая была укомплектована многими итальянцами австралийского происхождения и легионерами Английской Суперлиги.
В 2017 году Сербия выиграла Балканский кубок во втором розыгрыше, победив в финале Грецию 50:8. В 2018 году Сербия в чемпионате Европы B потерпела поражение от команды России и обыграла Испанию, но дополнительные показатели не позволили ей продолжить борьбу за поездку на чемпионат мира 2021 года. Тем не менее, в августе 2019 года поступило сообщение о том, что Россию в финальном этапе европейской квалификации заменит Сербия (по некоторым данным, россиян не допустили к дальнейшим матчам в связи с неправомерным заигрыванием австралийских легионеров).

### Молодёжные сборные
С 2006 года в евротурнирах участвуют молодёжные сборные Сербии. Так, во Франции дебютировала сборная Сербии на чемпионате Европы до 19 лет и заняла 6-е место, проиграв сборной Шотландии U-19 на последних минутах. В 2007 году Сербия приняла чемпионат Европы до 16 лет, победив Россию в групповом этапе. В игре за 3-е место Сербия встречалась с объединённой сборной Европы «Euro Celts» до 16 лет и проиграла 20:22. В 2008 году сербы на чемпионате Европы U-18 дошли до финала розыгрыша щита, проиграв Ирландии и победив «Euro Celts», но в дополнительное время в финале уступили шотландцам и заняли 6-е место. В 2009 году на чемпионате Европы U-16, во второй раз проходившем в Сербии, сербы проиграли все матчи в розыгрыше Щита, уступив и «Euro Celts», и Шотландии.

## Статистика выступлений
Статистика дана с 2003 года. Красным цветом выделены турниры с участием сборной Сербии.

### Чемпионат мира
| 1954    | Не участвовала         | Не участвовала         | Не участвовала         | Не участвовала         | Не участвовала         | Не участвовала         | Не участвовала         | Не участвовала         | Не участвовала         | Не участвовала         | Не участвовала         |
| 1957    | Не участвовала         | Не участвовала         | Не участвовала         | Не участвовала         | Не участвовала         | Не участвовала         | Не участвовала         | Не участвовала         | Не участвовала         | Не участвовала         | Не участвовала         |
| 1960    | Не участвовала         | Не участвовала         | Не участвовала         | Не участвовала         | Не участвовала         | Не участвовала         | Не участвовала         | Не участвовала         | Не участвовала         | Не участвовала         | Не участвовала         |
| 1968    | Не участвовала         | Не участвовала         | Не участвовала         | Не участвовала         | Не участвовала         | Не участвовала         | Не участвовала         | Не участвовала         | Не участвовала         | Не участвовала         | Не участвовала         |
| 1970    | Не участвовала         | Не участвовала         | Не участвовала         | Не участвовала         | Не участвовала         | Не участвовала         | Не участвовала         | Не участвовала         | Не участвовала         | Не участвовала         | Не участвовала         |
| 1972    | Не участвовала         | Не участвовала         | Не участвовала         | Не участвовала         | Не участвовала         | Не участвовала         | Не участвовала         | Не участвовала         | Не участвовала         | Не участвовала         | Не участвовала         |
| 1975    | Не участвовала         | Не участвовала         | Не участвовала         | Не участвовала         | Не участвовала         | Не участвовала         | Не участвовала         | Не участвовала         | Не участвовала         | Не участвовала         | Не участвовала         |
| 1977    | Не участвовала         | Не участвовала         | Не участвовала         | Не участвовала         | Не участвовала         | Не участвовала         | Не участвовала         | Не участвовала         | Не участвовала         | Не участвовала         | Не участвовала         |
| 1985—88 | Не участвовала         | Не участвовала         | Не участвовала         | Не участвовала         | Не участвовала         | Не участвовала         | Не участвовала         | Не участвовала         | Не участвовала         | Не участвовала         | Не участвовала         |
| 1989—92 | Не участвовала         | Не участвовала         | Не участвовала         | Не участвовала         | Не участвовала         | Не участвовала         | Не участвовала         | Не участвовала         | Не участвовала         | Не участвовала         | Не участвовала         |
| 1995    | Не участвовала         | Не участвовала         | Не участвовала         | Не участвовала         | Не участвовала         | Не участвовала         | Не участвовала         | Не участвовала         | Не участвовала         | Не участвовала         | Не участвовала         |
| 2000    | Не участвовала         | Не участвовала         | Не участвовала         | Не участвовала         | Не участвовала         | Не участвовала         | Не участвовала         | Не участвовала         | Не участвовала         | Не участвовала         | Не участвовала         |
| 2008    | Не прошла квалификацию | Не прошла квалификацию | Не прошла квалификацию | Не прошла квалификацию | Не прошла квалификацию | Не прошла квалификацию | Не прошла квалификацию | Не прошла квалификацию | Не прошла квалификацию | Не прошла квалификацию | Не прошла квалификацию |
| 2013    | Не прошла квалификацию | Не прошла квалификацию | Не прошла квалификацию | Не прошла квалификацию | Не прошла квалификацию | Не прошла квалификацию | Не прошла квалификацию | Не прошла квалификацию | Не прошла квалификацию | Не прошла квалификацию | Не прошла квалификацию |
| 2017    | Не прошла квалификацию | Не прошла квалификацию | Не прошла квалификацию | Не прошла квалификацию | Не прошла квалификацию | Не прошла квалификацию | Не прошла квалификацию | Не прошла квалификацию | Не прошла квалификацию | Не прошла квалификацию | Не прошла квалификацию |
| 2021    | Будет определено       | Будет определено       | Будет определено       | Будет определено       | Будет определено       | Будет определено       | Будет определено       | Будет определено       | Будет определено       | Будет определено       | Будет определено       |
| Итого   | 0 побед                | 0/16                   | 0                      | 0                      | 0                      | 0                      |                        |                        |                        |                        |                        |

### Чемпионат Европы
| Чемпионат Европы по регбилиг | Чемпионат Европы по регбилиг | Чемпионат Европы по регбилиг | Чемпионат Европы по регбилиг | Чемпионат Европы по регбилиг | Чемпионат Европы по регбилиг | Чемпионат Европы по регбилиг | Чемпионат Европы по регбилиг | Чемпионат Европы по регбилиг |
| Год                          | Раунд                        | Место                        | Игр сыграно                  | Победы                       | Ничьи                        | Поражения                    |                              |                              |
| ---------------------------- | ---------------------------- | ---------------------------- | ---------------------------- | ---------------------------- | ---------------------------- | ---------------------------- | ---------------------------- | ---------------------------- |
| 2005                         | Не квалифицировалась         | Не квалифицировалась         | Не квалифицировалась         | Не квалифицировалась         | Не квалифицировалась         | Не квалифицировалась         | Не квалифицировалась         | Не квалифицировалась         |
| 2009                         | Групповой этап               | 5/6                          | 2                            | 0                            | 2                            | 0                            |                              |                              |
| 2010                         | Не участвовала               | Не участвовала               | Не участвовала               | Не участвовала               | Не участвовала               | Не участвовала               | Не участвовала               | Не участвовала               |
| 2012                         | Не участвовала               | Не участвовала               | Не участвовала               | Не участвовала               | Не участвовала               | Не участвовала               | Не участвовала               | Не участвовала               |
| 2014                         | Не участвовала               | Не участвовала               | Не участвовала               | Не участвовала               | Не участвовала               | Не участвовала               | Не участвовала               | Не участвовала               |
| 2015                         | Не участвовала               | Не участвовала               | Не участвовала               | Не участвовала               | Не участвовала               | Не участвовала               | Не участвовала               | Не участвовала               |
| Итого                        | 0 побед                      | 1/32                         | 2                            | 0                            | 2                            | 0                            |                              |                              |

### Европейский щит
| Европейский щит регбилиг | Европейский щит регбилиг | Европейский щит регбилиг | Европейский щит регбилиг | Европейский щит регбилиг | Европейский щит регбилиг | Европейский щит регбилиг | Европейский щит регбилиг | Европейский щит регбилиг |
| Год                      | Раунд                    | Место                    | Игр сыграно              | Победы                   | Ничьи                    | Поражения                |                          |                          |
| ------------------------ | ------------------------ | ------------------------ | ------------------------ | ------------------------ | ------------------------ | ------------------------ | ------------------------ | ------------------------ |
| 2006                     | Не участвовали           | Не участвовали           | Не участвовали           | Не участвовали           | Не участвовали           | Не участвовали           | Не участвовали           | Не участвовали           |
| 2007                     | Чемпионы                 | 1/3                      | 2                        | 2                        | 0                        | 0                        |                          |                          |
| 2008                     | Не участвовали           | Не участвовали           | Не участвовали           | Не участвовали           | Не участвовали           | Не участвовали           | Не участвовали           | Не участвовали           |
| 2009                     | Не участвовали           | Не участвовали           | Не участвовали           | Не участвовали           | Не участвовали           | Не участвовали           | Не участвовали           | Не участвовали           |
| 2010                     | Чемпионы                 | 1/3                      | 2                        | 2                        | 0                        | 0                        |                          |                          |
| 2011                     | Не участвовали           | Не участвовали           | Не участвовали           | Не участвовали           | Не участвовали           | Не участвовали           | Не участвовали           | Не участвовали           |
| 2012/13                  | 3-е место                | 3/4                      | 6                        | 2                        | 4                        | 0                        |                          |                          |
| 2014/15                  | Чемпионы                 | 1/4                      | 6                        | 5                        | 1                        | 0                        |                          |                          |
| Итого                    | 3 победы                 | 4/8                      | 16                       | 11                       | 5                        | 0                        |                          |                          |

### Балканский кубок
| 2014  | 2-е место | 2/4 | 2 | 1 | 1 | 0 |
| 2017  | Чемпионы  | 1/3 | 2 | 2 | 0 | 0 |
| Итого | 1 победа  | 2/2 | 4 | 3 | 1 | 0 |

## Статистика личных встреч
Приведена по состоянию на 5 февраля 2016 года.
| Противник  | Игры | Побед | Ничьих | Поражений | Процент побед % | Набрано очков | Пропущено очков | Разница очков |
| ---------- | ---- | ----- | ------ | --------- | --------------- | ------------- | --------------- | ------------- |
| Венгрия    | 1    | 1     | 0      | 0         | 100%            | 50            | 0               | +50           |
| Германия   | 6    | 5     | 0      | 1         | 83.3%           | 284           | 71              | +213          |
| Греция     | 2    | 0     | 0      | 2         | 0%              | 48            | 94              | -46           |
| Грузия     | 2    | 0     | 0      | 2         | 0%              | 22            | 89              | -67           |
| Ирландия   | 1    | 0     | 0      | 1         | 0%              | 0             | 82              | -82           |
| Испания    | 1    | 1     | 0      | 0         | 100%            | 64            | 0               | + 62          |
| Италия     | 6    | 3     | 0      | 3         | 50%             | 130           | 166             | -36           |
| Марокко    | 2    | 0     | 1      | 1         | 0%              | 24            | 78              | -54           |
| Нидерланды | 2    | 0     | 0      | 2         | 0%              | 36            | 54              | -18           |
| Россия     | 8    | 1     | 0      | 7         | 12.5%           | 104           | 214             | -110          |
| Украина    | 3    | 3     | 0      | 0         | 100%            | 114           | 22              | +92           |
| Уэльс      | 1    | 0     | 0      | 1         | 0%              | 8             | 88              | -80           |
| Филиппины  | 1    | 0     | 0      | 1         | 0%              | 12            | 18              | -6            |
| Франция    | 3    | 0     | 0      | 3         | 0%              | 12            | 206             | -194          |
| Чехия      | 4    | 4     | 0      | 0         | 100%            | 204           | 54              | +150          |
| Total      | 40   | 16    | 1      | 23        | 40%             | 1,095         | 1,204           | -109          |

## Состав
Игроки, вызывавшиеся на матчи отборочного турнира к чемпионату мира 2017 года:
- Давид Анджелич[англ.] (Блэктаун Сент-Патрикс)
- Рис Гркинич (Кабраматта)
- Дэниэл Бёрк (Колледжианс)
- Джейсон Муранка[англ.] (Дьюсьбери Рэмс)
- Далибор Самарджич (Дорчол)
- Далибор Вуканович (Дорчол)
- Стефан Неджелькович (Дорчол)
- Стеван Стеванович (Дорчол)
- Джошуа Марьянович (Кавана Долфинс)
- Джавид Яшари (Партизан Белград)
- Владо Кушич (Партизан Белград)
- Перо Маджаревич (Раднички Нова-Пазова)
- Жарко Ковачевич (Раднички Нова-Пазова)
- Милош Чалич (Црвена Звезда)
- Милош Зогович (Црвена Звезда)
- Владислав Дедич (Црвена Звезда)
- Воислав Дедич (Црвена Звезда)
- Чед Грант (Сент-Клэр Кометс)
- Владица Николич (Вилльнёв Леопардс)
- Джеймс Мирчески (Вестерн Сабёрбз Мэгпайз)
- Джордан Грант (Уэст Тайгерс)
- Брэндон Янич (Хиллс Дистрикт Буллз)
- Илия Радан (без клуба)